# نان، عشق و رؤیاها
نان، عشق و رؤیاها (ایتالیایی: Pane, amore e fantasia) فیلمی در ژانر کمدی رمانتیک به کارگردانی لوئیجی کومنچینی است که در سال ۱۹۵۳ منتشر شد.

## خلاصه فیلم
فیلم در شهر خیالی ساگلیِنا در مرکز ایتالیا روایت می‌شود؛ جایی که آنتونیو کاروتِنتو، یک مارشال مسن و زن‌دوست، بلافاصله پس از پایان جنگ به آن منتقل می‌شود و باید خود را با زندگی آرام و یکنواخت روستا وفق دهد. او با کمک خدمتکارش، کاراملا، اداره‌ی ایستگاه پلیس محلی را بر عهده دارد. در این میان با دختری جوان و پرشور به نام «برسالیه‌را» آشنا می‌شود؛ دختری که مخفیانه دلباخته‌ی یک سرباز پلیس به نام استلوتی است.
در ابتدا، مارشال قصد دارد با برسالیه‌را وارد رابطه شود، چرا که دختری به نام پائولِتا، دستیار کشیش کلیسا، عاشق استلوتی است. اما استلوتی قلبش را به برسالیه‌را سپرده و می‌خواهد او را به مادرش معرفی کند. با دخالت دان امیدیو، کشیش محلی که حقیقت را به مارشال می‌گوید، در نهایت استلوتی و برسالیه‌را با هم نامزد می‌شوند. از طرفی، مارشال هم در شب جشن سنت آنتونیو، با ماما و قابله‌ی شهر، آنارلا، نامزد می‌کند.

## بازیگران
- ویتوریو دسیکا
- جینا لولوبریجیدا
- ماریزا مرلینی
- تینا پیکا
- روبرتو ریسو
- ممو کاروتنوتو
- ماریا پیا کازیلیو
- نیه‌تا زوکی
- آدا کلانجلی
- آمالیا پلگرینی
- ویتوریا کریسپو
- آلفردو ریتسو
- ویرجیلیو رینتو
- ککو ریسونه
- فائوستو گوئرتسونی